# Petosse
Petosse ist eine französische Gemeinde im Département Vendée in der Region Pays de la Loire. Sie gehört zum Kanton La Châtaigneraie (bis 2015 Kanton L’Hermenault) im Arrondissement Fontenay-le-Comte.

## Geographie
Die Gemeinde grenzt im Nordwesten an Pouillé, im Norden an L’Hermenault, im Nordosten an Sérigné, im Osten an Longèves, im Südosten an Auzay, im Süden an Le Langon und im Südwesten an Mouzeuil-Saint-Martin.
Die Autoroute A83 wurde schrittweise eröffnet und erreichte am 28. Oktober 1994 von Boufféré kommend Petosse. Die Fortsetzung bis Oulmes folgte am 21. März 1997.

## Bevölkerungsentwicklung
| Jahr      | 1962 | 1968 | 1975 | 1982 | 1990 | 1999 | 2004 | 2009 | 2014 |
| --------- | ---- | ---- | ---- | ---- | ---- | ---- | ---- | ---- | ---- |
| Einwohner | 416  | 423  | 395  | 383  | 432  | 444  | 505  | 586  | 685  |

## Sehenswürdigkeiten
- Kirche Saint-Julien, Monument historique